# Палау на Летњим олимпијским играма 2012.
Палау је на Летњим олимпијским играма 2012. у Лондону учествовао са пет спортиста (два мушкарца и три жене), који су се такмичили у четири спорта. Било је то четврто по реду учешће ове земље на ЛОИ од пријема у МОК.
Палау је била једна од ретких земаља за коју се такмичило више жена од мушкараца. Најстарији учесник у делегацији Палауа била је џудисткиња Џенифер Енсон са 35 година и 149 дана, а најмлађа пливачица Киша Кин 16 година и 231 дан.
Заставу Палауа на свечаном отварању Игара 27. јула носио је атлетичар Родман Телтул.
Палау је остао у групи земаља које до сада нису освајале олимпијске медаље.

## Учесници по дисциплинама
| Спорт         | Мушкарци | Жене | Укупно |
| ------------- | -------- | ---- | ------ |
| Атлетика      | 1        | 1    | 2      |
| Дизање тегова | 1        | 0    | 1      |
| Пливање       | 0        | 1    | 1      |
| Џудо          | 1        | 0    | 1      |
| Укупно (4)    | 2        | 3    | 5      |

## Резултати по дисциплинама

### Атлетика
Преставници Палауа у атлетским такмичењима Родман Телтул и Руби Џој Гебријел су добили специјалне позивнице за учешће на Играма.

### Мушкарци
| Атлетичар Лични рекорд | Дисциплина | Предтакмичење | Предтакмичење | Група            | Група            | Полуфинале       | Полуфинале       | Финале           | Финале  | Детаљи |
| Атлетичар Лични рекорд | Дисциплина | Резултат      | Место         | Резултат         | Место            | Резултат         | Место            | Резултат         | Место   | Детаљи |
| ---------------------- | ---------- | ------------- | ------------- | ---------------- | ---------------- | ---------------- | ---------------- | ---------------- | ------- | ------ |
| Родман Телтул 11,31    | 100 м      | 11,06 ЛР      | 5 у гр. 2     | Није се пласирао | Није се пласирао | Није се пласирао | Није се пласирао | Није се пласирао | 64 / 75 | ,      |

### Жене
| Атлетичар Лични рекорд  | Дисциплина | Предтакмичење | Предтакмичење | Група            | Група            | Полуфинале       | Полуфинале       | Финале           | Финале  | Детаљи |
| Атлетичар Лични рекорд  | Дисциплина | Резултат      | Место         | Резултат         | Место            | Резултат         | Место            | Резултат         | Место   | Детаљи |
| ----------------------- | ---------- | ------------- | ------------- | ---------------- | ---------------- | ---------------- | ---------------- | ---------------- | ------- | ------ |
| Руби Џој Гебријел 13,48 | 100 м      | 13,34 ЛР      | 7 у гр. 3     | Није се пласирао | Није се пласирао | Није се пласирао | Није се пласирао | Није се пласирао | 73 / 81 | ,      |

## Дизање тегова

### Мушкарци
| Атлетичари    | Дисциплина | Трзај    | Трзај   | Избачај  | Избачај | Укупно | Пласман | Детаљи |
| Атлетичари    | Дисциплина | Резултат | Пласман | Резултат | Пласман | Укупно | Пласман | Детаљи |
| ------------- | ---------- | -------- | ------- | -------- | ------- | ------ | ------- | ------ |
| Стевик Патрик | -62 кг     | 104      | 15      | 130      | 13      | 134    | 14 /15  |        |

### Џудо
Жене
| Џудисткиња   | Дис.    | Коло 32                                | Коло 16            | Четвртфин.         | Полуфин.           | Репасаж 1          | Репасаж 2          | Меч за бронзу      | Финале             | Финале            | Детаљи         |
| Џудисткиња   | Дис.    | Противник Резултат                     | Противник Резултат | Противник Резултат | Противник Резултат | Противник Резултат | Противник Резултат | Противник Резултат | Противник Резултат | Плас.             | Детаљи         |
| ------------ | ------- | -------------------------------------- | ------------------ | ------------------ | ------------------ | ------------------ | ------------------ | ------------------ | ------------------ | ----------------- | -------------- |
| Џенифер Есон | − 63 кг | Цедевсурен · Монголија · Пор 0000–0011 | Није се пласирала  | Није се пласирала  | Није се пласирала  | Није се пласирала  | Није се пласирала  | Није се пласирала  | Није се пласирала  | Није се пласирала | [ мртва веза ] |

## Пливање
За учешће у пливању Палау је добио специјалну позивницу од ФИНА
Жене
| Пливач   | Дисциплина    | Група | Група     | Полуфинале        | Полуфинале        | Финале            | Финале  | Детаљи |
| Пливач   | Дисциплина    | Време | Пласман   | Време             | Пласман           | Време             | Пласман | Детаљи |
| -------- | ------------- | ----- | --------- | ----------------- | ----------------- | ----------------- | ------- | ------ |
| Киша Кин | 50 м слободно | 28,25 | 4 у гр. 4 | Није се пласирала | Није се пласирала | Није се пласирала | 50/73   |        |